# دحاء (المخادر)

تعديل مصدري - تعديل

دحاء هي إحدى قرى عزلة جبل عقد بمديرية المخادر التابعة لمحافظة إب، بلغ تعداد سكانها 256 نسمة حسب تعداد اليمن لعام 2004.